# Hypernova
En hypernova är en extremt energirik variant av en supernova. Orsaken till hypernovor vet man inte. Precis som supernovor bildas hypernovor av olika anledningar. De skulle kunna skapas när mycket stora stjärnor kollapsar vid slutet av sin existens eller vid sammansmältning mellan svarta hål, mellan neutronstjärnor eller mellan ett svart hål och en neutronstjärna. Resultatet blir ett svart hål och två extremt energirika plasmastrålar som vräks ut med nära ljusets hastighet, från dess magnetiska poler. Plasmastrålarna sänder ut intensiv gammastrålning och kan vara en förklaring till utbrott av gammastrålning i rymden. Sådana utbrott observerades för första gången av den militära satelliten Vela på 1960-talet och har studerats närmare sedan 1997.
Eftersom få stjärnor är så stora att de blir svarta hål, bör även antalet hypernovor vara litet. Några källor påstår att Eta Carinae på 7 500 ljusårs avstånd kan bli en hypernova inom en miljon år. Det finns vidare hypoteser om att energin som sänds ut från en hypernova tusentals ljusår bort skulle kunna förstöra allt liv på jorden, men en majoritet av vetenskapsmännen håller inte med om detta.